# Sânbotin
Sânbotin – wieś w Rumunii, w okręgu Vâlcea, w gminie Dăești. W 2011 roku liczyła 834 mieszkańców.